# Exod rural

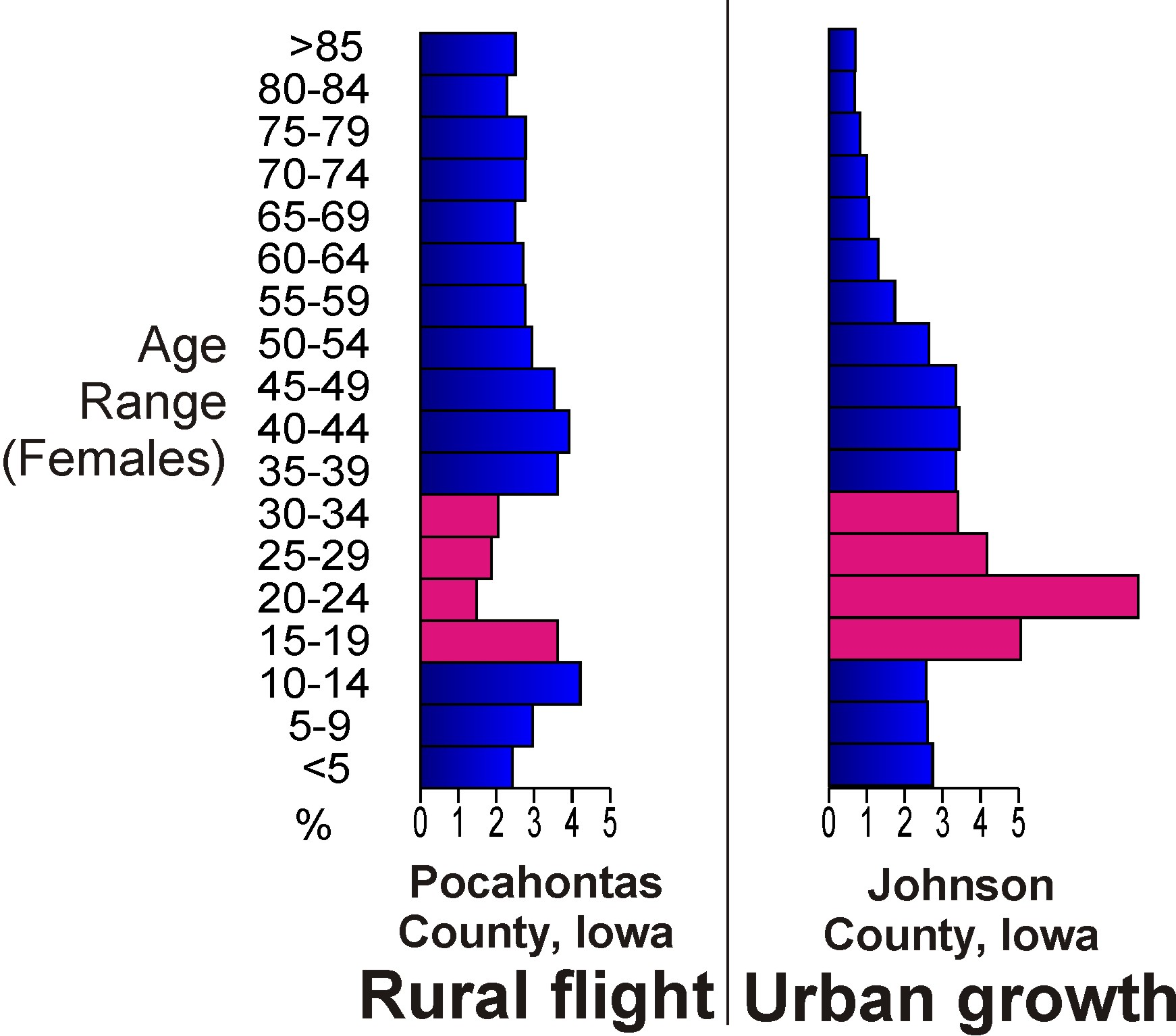
Compararea vârstelor populației între județul rural Pocahontas, Iowa și județul urban Johnson, Iowa, care ilustrează exodul adulților tineri (roșu) către centrele urbane din Iowa.

Migrația de la țară la oraș (sau exodul rural) este modelul migrator al popoarelor care au plecat din zonele rurale către zonele urbane. Este vorba despre o urbanizare văzută din perspectiva rurală. 
În timpurile moderne, în regiunile în care a avut loc industrializarea agriculturii, întâlnim adesea urbanizarea - atunci când este nevoie de mai puțini oameni pentru a aduce aceeași cantitate de producție agricolă pe piață - iar serviciile și industriile agricole conexe sunt consolidate. Atunci când declinul populației duce la pierderea serviciilor rurale (cum ar fi întreprinderi de afaceri și școli), exodul rural se agravează, ceea ce duce la o pierdere mai mare a populației, cu cât oamenii pleacă să caute aceste caracteristici. 

## Tendințe istorice

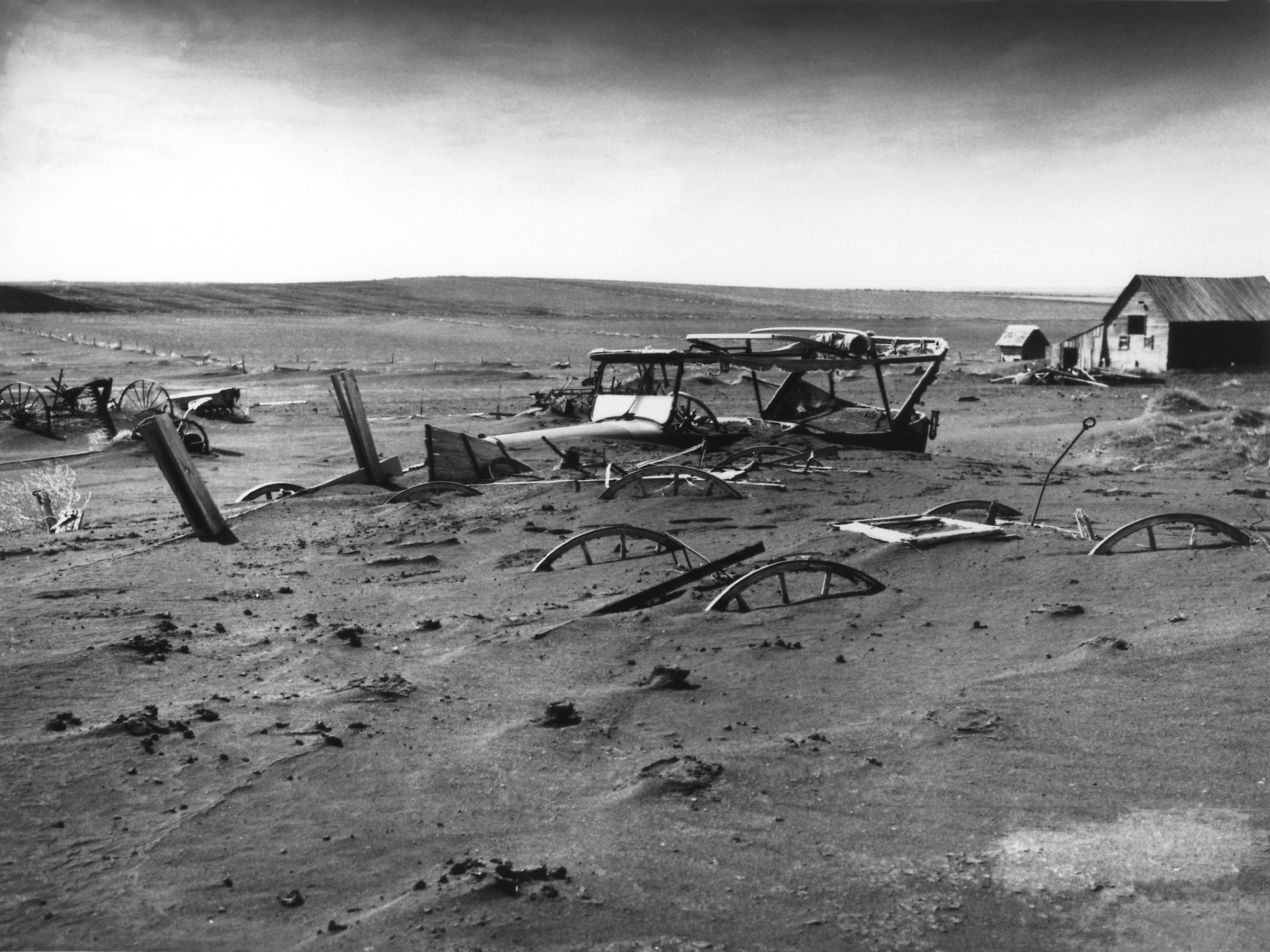
Efectele furtunilor de nisip cunoscute sub denumirea de din Dallas, Dakota de Sud, mai 1936

Înainte de Revoluția industrială, exodul rural a avut loc cu precădere în regiunile localizate. Societățile preindustriale nu au avut de a face cu fluxuri mari de migrație rural-urbană, în principal din cauza incapacității orașelor de a sprijini populațiile mari. Motivele pentru care orașele preindustriale au rămas mult mai mici decât omologii lor moderni sunt: lipsa industriilor mari de ocupare a forței de muncă, mortalitatea urbană ridicată și proviziile alimentare scăzute.Cercetătorii estimează că Atena și Roma Antică au avut populații maxime de 80.000 și 500.000. 
Debutul Revoluției industriale în Europa la sfârșitul secolului al XIX-lea a înlăturat multe dintre aceste probleme. Pe măsură ce au apărut centre industrializate, iar aprovizionarea cu produse alimentare a crescut și s-a stabilizat, orașele au determinat începutul exodului rural la scară largă, sprijinând populațiile mai mici.  Din 1800 până în 1925, populația Regatului Unit care trăia în zonele urbane a crescut de la 20% până la peste 70%.  În timp ce sfârșitul secolului al XIX-lea și începutul secolului al XX-lea au văzut o mare parte a exodurilor rurale din Europa de Vest și Statele Unite, pe măsură ce industrializarea s-a răspândit în întreaga lume pe parcursul secolului al XX-lea, exodul rural și urbanizarea au urmat rapid din urmă. Astăzi, exodul rural este un fenomen deosebit de distins în unele dintre zonele nou urbanizate, inclusiv China și mai recent Africa Subsahariană.

### Dust Bowl
La sfârșitul secolului al XIX-lea a început trecerea de la agricultura mixtă de subzistență la șeptel și produse agricole de bază. Noile sisteme de piață de capital și rețeaua feroviară au dat naștere tendinței dezvoltării fermelor mai mari cu mai puțini angajați pe acru. Aceste ferme au utilizat tehnologii mai eficiente, precum plugurile de oțel, combinele agricole mecanice și stocurile de semințe cu randament mai mare, care au redus efortul uman pe unitatea de producție.  Celelalte probleme din Marile Câmpii au fost acelea că oamenii foloseau tehnici de agricultură necorespunzătoare pentru sol și condițiile meteorologice.  În general, majoritatea gospodarilor aveau ferme familiale, considerate prea mici pentru a supraviețui (sub 320 de acri), iar agricultura de subzistență european-americană nu a putut continua așa cum era practicată atunci. 
În timpul furtunilor de praf ''Dust Bowl'' și a Marii crize economice din anii 1930, un număr mare de oameni a plecat din zonele rurale ale Marii Câmpii și din Vestul mijlociu al Statelor Unite, din cauza prețurilor scăzute ale mărfurilor și a datoriilor foarte mari, exacerbate de ani de secetă și furtuni mari de praf .  Exodul rural din Marile Câmpii a fost înfățișat în literatură, în romanul lui John Steinbeck ''The Grapes of Wrath'' (1939), în care o familie din Marile Câmpii Centrale migrează în California în perioada furtunilor de nisip din anii 1930. 

### Exodul rural modern
''Femeile pleacă în număr mai mare decât bărbații. Există un plafon de sticlă pentru femei pretutindeni, dar în zonele rurale are tendința să fie din oțel gros.'' Hiroya Masuda, autorul raportului japonez privind depopularea zonelor rurale.    
Exodul rural de după cel de-al-Doilea Război Mondial a fost cauzat în principal de răspândirea agriculturii industrializate . Fermele familiale mici, în care era nevoie de muncă intensă, au devenit sau au fost înlocuite cu ferme industriale puternic mecanizate și specializate. În timp ce o fermă familială mică produce de obicei o gamă largă de culturi, grădini și produse de origine animală - toate necesitând forță de muncă substanțială - fermele industriale mari se specializează de obicei în doar câteva culturi sau specii de animale, folosind utilaje mari și sisteme de izolare a animalelor care necesită o zecime din forța de muncă pe unitate produsă. De exemplu, Universitatea de Stat din Iowa raportează că numărul fermierilor de porci din Iowa a scăzut de la 65.000 în 1980 la 10.000 în 2002, în timp ce numărul de porci pe fermă a crescut de la 200 la 1.400. 
Consolidarea industriilor furajere, de semințe, de cereale prelucrate și de animale din zonele rurale a însemnat reducerea numărului de întreprinderi mici. La rândul ei, această scădere a agravat scăderea cererii de forță de muncă. Zonele rurale care erau capabile să ofere locuri de muncă pentru toți adulții tineri care doreau să lucreze în condiții dificile, le oferă acestora tot mai puține oportunități. Situația este agravată de scăderea serviciilor, precum școli, afaceri și oportunități culturale, care însoțesc declinul populației, iar vârsta tot mai mare a populației rămase subliniază în continuare sistemul de servicii sociale din zonele rurale. 

### Abandonarea orașelor mici
Comunitățile rurale mici sunt afectate direct de către creșterea structurilor agricole corporative, ceea ce duce la scăderea populației, scăderea veniturilor pentru anumite segmente, creșterea inegalității veniturilor, scăderea participării comunității, mai puține puncte de vânzare cu amănuntul și comerț cu amănuntul și creșterea poluării mediului.  Locuința umană a așezărilor rurale este un megatrend în societățile îmbătrânite de pe tot globul. Poate inversa parțial un boom istoric în utilizarea terenurilor pentru așezările care au coincis cu creșterea populației. Această creștere a început cu seriozitate odată cu răspândirea revoluției industriale și a medicinei curative . Chiar din anii '90 China a folosit fuziunile școlare în sate,orașe sau școli județene centralizate din zonele rurale pentru a rezolva unele dintre aceste probleme .   Cernobâl este un exemplu privind repopularea abundentă a faunei, după abandonarea teritoriului de către oameni. 

## Cauzele exodului rural
Există mai mulți factori determinanți, pentru acceptarea sau respingerea unui anumit loc, care contribuie la exodul rural: niveluri mai scăzute de oportunități economice (percepute) în comunitățile rurale față de cele urbane, niveluri mai mici de investiții guvernamentale în comunitățile rurale, oportunități de educație mai mari în orașe, căsătorii, creșterea acceptării sociale în zonele urbane și niveluri mai ridicate de fertilitate rurală. 

### Factori economici importanți
Unii migratori aleg să părăsească comunitățile rurale din dorința de a descoperi oportunități economice mai bune în zonele urbane. Oportunitățile economice pot fi reale sau percepute. Conform modelului Harris-Todaro, migrația în zonele urbane va continua atât timp cât „venitul real urban preconizat la marjă depășește produsul agricol real” (127).  Totuși, sociologul Josef Gugler subliniază că, deși beneficiile individuale ale salariilor crescute pot depăși costurile migrației, dacă sunt destui indivizi care respectă această rațiune, migrația poate produce efecte nocive, precum supraaglomerarea și șomajul la nivel național.  Acest fenomen, când rata de urbanizare depășește rata creșterii economice, este cunoscut sub denumirea de supraurbanizare .  De la industrializarea agriculturii, mecanizarea a redus numărul de locuri de muncă prezente în comunitățile rurale. De asemenea, unii cercetători au atribuit exodul rural cu efectele globalizării, întrucât cererea pentru o competitivitate economică sporită îi determină pe oameni să aleagă capitalul în defavoarea forței de muncă.  În același timp, ratele fertilității rurale au fost istoric mai mari decât cele ale fertilității urbane.  Combinația dintre scăderea numărului de locuri de muncă rurale și o rată de fertilitate rurală persistentă ridicată a dus la fluxuri de migrație rural-urbane. De asemenea, exodul rural conține o legătură pozitivă în care migranții precedenți din comunitățile rurale ajută noii migranți să se adapteze la viața orașului. Cunoscută și sub denumirea de migrație în lanț, rețelele de migranți diminuează barierele pentru exodul rural. De exemplu, o majoritate covârșitoare a migranților rurali din China au localizat locuri de muncă în zonele urbane prin intermediul rețelelor de migranți. 
Ca o formă de investiție pentru viitor, unele familii aleg să-și trimită copiii în orașe. Un studiu realizat de Bates și Bennett (1974) a arătat că comunitățile rurale din Zambia care aveau alte oportunități de investiții viabile, cum ar fi animalele, aveau rate mai mici de migrație rurală-urbană în comparație cu regiunile fără oportunități de investiții viabile. Trimiterea copiilor în orașe poate servi drept investiție pe termen lung, cu speranța că copiii vor putea trimite remitențele înapoi acasă după ce vor primi un loc de muncă în oraș.
Oamenii mai săraci din sectorul agricol se confruntă cu probleme serioase, din cauza diminuării accesului la terenurile agricole productive. Străinii care au investit prin proiecte de investiții străine directe (ISD) au fost încurajați să închirieze terenuri în zonele rurale din Cambodgia și Etiopia. Acest lucru a dus la pierderea terenurilor agricole, a pășunilor, a pădurilor și a surselor de apă aparținând comunităților locale. Proiectele agricole pe scară largă finanțate de ISD au angajat doar câțiva experți specializați în noile tehnologii corespunzătoare.
În alte cazuri, exodul rural poate apărea ca răspuns la determinanții sociali. Un studiu realizat în 2012 a indicat că o proporție semnificativă a exodurilor rurale din India s-a produs sub determinarea unor factori sociali, cum ar fi schimbarea reședinței, căsătoria și educația. Migrația datorată schimbării reședinței și căsătoriei afectează în mod special femeile, întrucât, cel mai adesea, ele sunt cele care trebuie să se mute, urmându-și familiile, sau să se mute în scopul căsătoriei, în special în regiunile în curs de dezvoltare.
Tinerii din mediul rural aleg adesea să părăsească comunitățile rurale ca metodă de tranziție spre vârsta adultă, căutând modalități de a dobândi prosperitate. În condițiile unei economii rurale care stagnează și încurajați fiind de părinți, tinerii din mediul rural aleg să migreze în orașe nonconformiste - demonstrând inițiativă și respect de sine. Tinerii din mediul rural reprezintă o mare parte din migranții care se deplasează spre zonele urbane, datorită încurajării venite din partea societății, combinată cu deteriorarea economică din mediul rural. Un studiu realizat de Touray în 2006 a indicat că în Africa Subsahariană aproximativ 15% (26 milioane) dintre migranții în mediul urban erau tineri. 
În ultimul rând, dezastrele naturale pot fi adesea situații temporare care conduc la fluxuri migratorii masive între mediile rural și urban. Spre exemplu, furtunile de nisip din 1930 (fenomenul Dust Bowl) din Statele Unite au dus până în 1940 la migrarea a 2,5 milioane de oameni din Marile Câmpii, majoritatea spre noile orașe din Vest. Se estimează că în anii '30 unul din patru rezidenți ai statelor aflate în Marile Câmpii au plecat. Mai recent, seceta din Siria din 2006-2011 a intensificat exodul rural în marile centre urbane. Fluxurile masive în zonele urbane, combinate cu condiții de viață dificile, i-au determinat pe unii cercetători să asocieze seceta cu sosirea Primăverii arabe în Siria.

## Statele Unite și Canada
Termenii sunt folosiți în Statele Unite și Canada pentru a descrie exodul oamenilor din zonele rurale din regiunile Marilor Câmpii și Vestului Mijlociu și, într-o măsură mai mică, din nord-est, sud-est și zona Munților Apalași. De asemenea, se regăsesc în mod special în unele părți din Canada Atlantică (în special Newfoundland), în urma prăbușirii câmpurilor de pescuit de cod din Atlantic din 1992. 

## China
În China, la fel ca în multe alte țări în curs de industrializare, exodul rural a început relativ târziu. Până în 1983, guvernul chinez a restricționat mult capacitatea cetățenilor de a migra intern prin sistemul hukou. Din 1983, guvernul chinez a ridicat treptat restricțiile privind migrația internă. Acest fapt a condus la o creștere însemnată a numărului de persoane care migrează în zonele urbane. Cu toate acestea, chiar și în ziua de astăzi, sistemul hukou limitează capacitatea migranților din mediul rural de a primi acces complet la serviciile sociale din mediul urban la costuri subvenționate.
Ca și în cazul celor mai multe cazuri de exod rural, mai mulți factori au condus către urbanizarea masivă a Chinei. Discrepanța dintre venituri, presiunea famililă, excesul de forță de muncă din zonele rurale datorat ratei fertilității medii crescute și condițiile de viață îmbunătățite contribuie semnificativ la fluxurile de migranți din zonele rurale spre cele urbane. În prezent, aproximativ 250 de milioane de migranți din mediul rural trăiesc în orașe, cu un procent de 54% din totalul populației chineze care trăiește în zonele urbane.

## Anglia și Țara Galilor
În secolele XVI și XVII, concentrare proprietarilor de terenuri pe eficientizarea producției a dus la naționalizarea bunurilor comune. Acest lucru a creat tulburări în zonele rurale, deoarece arendașii nu au mai putut să își pască animalele. Uneori au recurs chiar și la mijloace ilegale pentru a-și susține familiile. Acest lucru a determinat, la rândul său, deportarea infractorilor, care au fost adesea trimiși în Australia. În cele din urmă, măsurile economice au cauzat Revoluția Agricolă Britanică.

## Germania
În Germania, exodul rural a avut loc, într-o oarecare măsură, încă din secolul al 11-lea. Un principiu corespunzător al dreptului german este Stadtluft macht frei („aerul orașului te eliberează”), în forma sa completă: Stadtluft macht frei nach Jahr und Tag („Aerul orașului te eliberează după un an și o zi”). După obicei și, din 1231/32, prin statut, un iobag care petrecea un an și o zi într-un oraș era liber și nu putea fi recuperat de fostul său stăpân. 

### GermanulLandflucht
Landflucht („zbor din țară”) se referă la migrația în masă a țăranilor în orașele care s-au înființat în Germania (și pe teritoriul unei mari părți din Europa) la sfârșitul secolului XIX. 
În 1870, populația rurală din Germania constituia 64% din totalul populației; până în 1907 a fost redusă până la 33%. Doar în 1900, provinciile prusace Prusia de Est, Prusia de Vest, Provincia Posen, Silezia și Pomerania au pierdut aproximativ 1.600.000 de oameni în favoarea  orașelor, unde acești foști muncitori agricoli au fost absorbiți de clasa de muncitori din fabrici, aflată în creștere rapidă; Una dintre cauzele acestei migrații în masă a fost scăderea veniturilor obținute din activități agricole, în comparație cu salariul minim din orașe.
Landflucht a dus la o transformare majoră a mediului rural și a agriculturii germane. Agricultura mecanizată și lucrătorii imigranți, în special polonezii din est (Sachsengänger), au devenit mai frecvenți. Acest lucru este valabil în special în provincia Posen, care a fost câștigată de Prusia atunci când Polonia a fost împărțită. Populația poloneză din estul Germaniei a fost unul dintre argumentele pentru crearea „coridorului polonez” după primul război mondial și pentru alipirea de către Polonia a regiunii de la est de linia Oder-Neisse după al doilea război mondial. De asemenea, unele întreprinderi bazate pe muncă intensivă au fost înlocuite cu unele care necesită mai puțină forță de muncă, cum ar fi rezervațiile de vânătoare.
Cuvântul Landflucht are conotații negative în germană, fiind inventat de angajatorii din domeniul agricol, adesea parte din aristocrația germană, care erau nemulțimiți de lipsa forței de muncă.

## Scoția
Câteva secole mai târziu, exodul rural din Anglia a fost urmat de cel din Scoția. Consolidarea fermelor și eliminarea arendașilor ineficienți s-au produs pe parcursul a aproximativ 110 ani, între secolele XVIII și XIX. Samuel Johnson a observat acest fenomen în 1773 și l-a consemnat în lucrarea sa „O călătorie spre Insulele de Vest ale Scoției”. Acesta a deplâns exodul, însă nu a avut informațiile necesare pentru a analiza problema.

## Suedia
Exodul rural și migrația externă în Suedia pot fi identificate ca două valuri distincte. Primul începând cu anii '50, când 82% din populația suedeză locuia în mediul rural și continuând până la sfârșitul anilor '80, a fost determinat în mare parte de factorii din mediul rural legați de sărăcie, șomaj, salariile mici ale muncitorilor agricoli, peonajul datornicilor, semi-feudalism și opresiunea religioasă din partea bisericii de stat. Cea mai mare parte a migrației a fost ad-hoc și s-a bazat pe emigrarea în cele trei mari orașe din Suedia, în America, Danemarca sau Germania. Mulți dintre acești primi emigranți erau muncitori necalificați, aproape deloc alfabetizați, în căutare de muncă agricolă sau muncă cu ziua în orașe. 
Cel de-al doilea val a început la sfârșitul anilor '90 și și-a atins apogeul între 1922 și 1967, în condițiile în care cele mai multe migrări din mediul rural s-au înregistrat în anii '20 și '50. Acest lucru a fost cauzat în mare parte de „factorii de atracție”, datorați creșterii economice și prosperității industriale din Suedia. Expansiunea economică masivă și creșterea salariilor în mediul urban a atras tinerii să migreze pentru muncă și, în același timp, a diminuat oportunitățile de muncă din mediul rural. Între anii 1925 și 1965, PIB-ul pe cap de locuitor al Suediei a crescut de la 850 USD la 6200 USD. În același timp, procentul populației care trăiește în zonele rurale a scăzut drastic de la 54% în 1925 la 21% în 1965. 

## Rusia și fostele state sovietice
Față de Europa de Vest, Exodul rural a început mai târziu în Rusia și fostele state ale URSS. În 1926, doar 18% din populația rusă locuia în zone urbane, comparativ cu un procentaj de peste 75% în Regatul Unit. Deși procesul a început mai târziu, de-a lungul celui de-al Doilea Război Mondial și a deceniilor care au urmat imediat, exodul rural a continuat într-un ritm alert. Până în anul 1965, 53% din populația rusă locuia în mediul urban. Statisticile realizate în 1959 de M. Ya Sonin, un autor sovietic, demonstrează urbanizarea rapidă a URSS . Între 1939 și 1959, populația rurală a scăzut cu 21,3 milioane, în timp ce populația centrelor urbane a crescut cu 39,4 milioane. Exodul rural reprezintă mai mult de 60% din această modificare drastică a populației. În general, majoritatea migratorilor din mediul rural au avut tendința de a se stabili în capitale și orașe din împrejurimile lor. Exodul rural a continuat în majoritatea secolului al XX-lea. Cu toate acestea, odată cu sfârșitul Uniunii Sovietice, exodul rural s-a inversat întrucât instabilitatea politică și economică din orașe a determinat mulți orășeni să se întoarcă la sat.

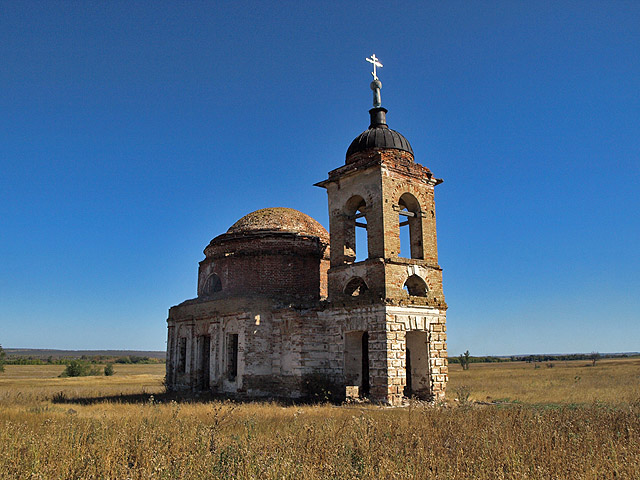
Biserică veche din satul abandonat Novospasskoye, Regiunea Saratov, Rusia

Exodul rural nu a avut loc uniform în toată URSS. Rusia de Vest și Ucraina au înregistrat cele mai mari scăderi ale populației rurale, de 30% și respectiv 17%. În schimb, zonele periferice ale URSS, precum Asia Centrală, au înregistrat creșteri, contrazicând modelul general al migrației rural-urbane ale acestei perioade. Diversificarea crescută a culturilor și a deficitului forței de muncă au contribuit în principal la creșterile populației rurale din periferie.
În Rusia și fosta URSS, exodul rural a avut mai mulți factori determinanți. Industrializarea agriculturii, care a avut loc mai târziu în Rusia și fosta URSS, a dus la scăderi ale locurilor de muncă disponibile în mediul rural. De asemenea, nivelul de trai mai precar și munca grea au determinat unii țărani să migreze în zonele urbane. Colhozul (fermele colective din Uniunea Sovietică) a ajutat in special la menținerea unui nivel de trai scăzut pentru țăranii sovietici. În jurul anului 1928, sistemul colhoz a înlocuit fermele familiale din întreaga Uniune Sovietică. Obligați să muncească ore îndelungate pentru salarii reduse la rate stabilite de guvern și deseori neajustate inflației, țăranii ruși au îndurat condiții de trai destul de inferioare - mai ales în comparație cu viața urbană. În timp ce reformele salariale ale lui Brejnev din 1965 au ameliorat salariile mici primite de țărani, viața rurală a rămas sufocantă, în special cea a specialiștilor și a învățaților.

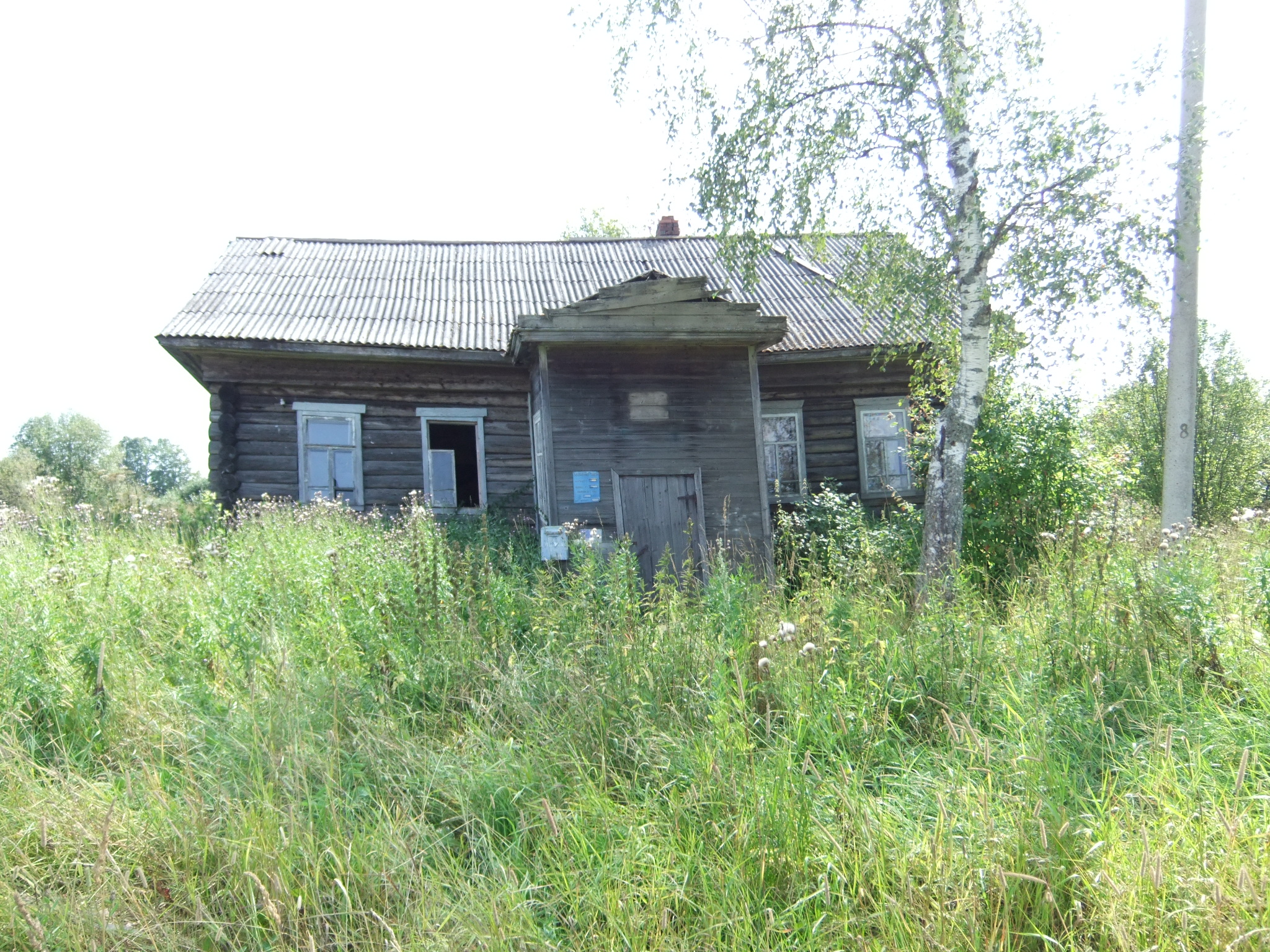
Oficiu poștal abandonat - Menkovo, Regiunea Yaroslavl, Rusia

Deși migratorii proveneau din toate părțile societății, unele grupuri aveau mai multe șanse să migreze decât altele. Spre exemplu, era mai probabil ca tinerii să migreze în orașe decât era în cazul bătrânilor. Femeile sub 20 de ani erau segmentul de populație cu cea mai mare înclinație de a părăsi viața rurală. Acest exod al femeilor tinere a agravat și mai mult tranzițiile demografice din comunitățile rurale, deoarece rata creșterii naturale a scăzut precipitat pe parcursul secolului al XX-lea. În cele din urmă, specialiștii și învățații au avut șanse să migreze și în zonele urbane. 

## Mexic
În Mexic, exodul rural s-a desfășurat în anii 1930 și până în zilele noastre. Ca și alte țări în curs de dezvoltare, începutul industrializării în Mexic a accelerat rapid rata migrației. 
În anii 1930, președintele Cardenas a implementat o serie de reforme agricole care au dus la redistribuirea masivă a terenurilor agricole în rândul țăranilor din mediul rural. Unii comentatori au numit ulterior perioada dintre anii 1940 și 1965 drept „Epoca de Aur pentru Migrația Mexicană”.  De-a lungul acestei perioade, agricultura mexicană a crescut cu o rată medie de 5,7%, depășind creșterea naturală de 3% a populației rurale. Concomitent, politicile guvernamentale care favorizează industrializarea au dus la o creștere masivă a locurilor de muncă industriale în orașe. Statisticile realizate în Mexico City demonstrează această tendință, cu peste 1,8 milioane de locuri de muncă create pe parcursul anilor '40, '50 și '60. Tinerii educați erau considerați a fi segmentul de populație cu cea mai mare probabilitate de migrare în mediul urban, departe de viața rurală. Aceștia fiind atrași de numeroasele locuri de muncă promise și de stilul de viață mai modern, în comparație cu condițiile conservatoare de la sate. În plus, datorită cererii mari pentru forță de muncă, multe dintre aceste locuri de muncă nu aveau cerințe de angajare prea ridicate, și asigurau totodată instruire profesională la locul de muncă, lucru care a deschis calea celor din mediul rural spre migrare. Din 1940 până în aproximativ 1965, exodul rural s-a desfășurat într-un ritm lent, dar constant, crescând concomitent atât cu agricultura, cât și cu industria.  
Cu toate acestea, întrucât politicile guvernamentale favorizau mai mult industria decât agricultura, condițiile rurale au început să se deterioreze. În 1957, guvernul mexican a început să reglementeze prețul porumbului prin importuri masive, pentru a menține costurile alimentare urbane scăzute. Din cauza acestei reglementări, prețul de piață al porumbului a scăzut semnificativ, micșorând marjele de profit net ale micilor fermieri. În același timp, Revoluția Verde intrase în agricultura mexicană. Inspirați de munca lui Norman Borlaug, fermierii care au folosit semințe hibride și suplimente fertilizatoare au reușit să-și dubleze, sau chiar tripleze, recoltele per acru de pământ. Din păcate, aceste produse ajunsese la un cost relativ ridicat, inaccesibil multor fermieri care încă se luptau după devalorizarea prețului porumbului. Reglementarea prețului porumbului și Revoluția Verde au avut un efect combinat, anume consolidarea fermelor mici în moșii mai mari. Un studiu realizat în 1974 de Osorio a ajuns la concluzia că în 1960, aproximativ 50,3% din parcelele individuale de pământ din Mexic conțineau mai puțin de 5 hectare de teren. Spre deosebire de acestea, 0,5% din suprafețe pe terenuri au cuprins 28,3% din toate terenurile arabile. Întrucât mulți agricultori mici au pierdut pământ, aceștia fie au migrat în orașe, fie au devenit muncitori migranți rătăcind din moșie în moșie. Între 1950 și 1970, procentajul lucrătorilor migranți a crescut de la 36,7% la 54% din totalul populației. Modelul centralizat al dezvoltării industriale și al politicilor guvernamentale care favorizează covârșitor industrializarea au contribuit la exodul rural în masă din Mexic, începând de la sfârșitul anilor 1960 și continuând până în zilele noastre.  

## Consecințele exodului rural
Migratorii rurali întâmpină multe dificultăți care le pot îngreuna calitatea vieții atunci când se mută în zone urbanizate. Mulți migratori nu au educația sau abilitățile necesare pentru a obține locuri de muncă decente în orașe, fiind apoi obligați să aibă locuri de muncă instabile, cu salarii mici. Fluxul constant de noi migratori rurali agravează șomajul, cel mai frecvent în rândul persoanelor din mediul rural. Angajatorii oferă salarii mai mici și condiții de muncă mai precare migratorilor rurali, care trebuie să concureze unul cu celălalt pentru locuri de muncă limitate, de multe ori neștiind drepturile lor de muncă. De asemenea, migratorii rurali se confruntă cu condiții inadecvate de trai. Multor orașe le-a crescut semnificativ populația, iar serviciile și infrastructura acestora nu pot ține pasul cu creșterea populației. Fluxurile masive din populația rurală pot duce la: împuținarea locuințelor, alimentarea insuficientă cu apă și energie, sau chiar situații de tip "mahala" în orașe.  
În plus, migratorii rurali se confruntă adesea cu adaptarea la viața de la oraș. În unele cazuri, există diferențe culturale între zonele rurale și cele urbane ale unei regiuni. Acestora le este dificil să își păstreze în continuare tradițiile culturale, acestea fiind pierdute în regiunile urbane. De asemenea, locuitorii din zonele urbane pot privi cu dispreț acești nou-veniți, care adesea nu cunosc normele sociale ale orașului. Migratorii se confruntă cu multe provocări sociale atunci când se mută în orașe, fiind atât marginalizați, cât și separați de cultura lor originară. 
Femeile se confruntă în special cu un set unic de provocări. Unele femei migrează pentru a scăpa de abuz domestic sau de căsătoriile de la vârste fragede. Unii părinți aleg să își trimită fetele să muncească la oraș pentru a trimite mai apoi bani acasă. Odată ajunse în oraș, angajatorii pot profita de aceste femei, care nu sunt familiarizate cu codul muncii și cu rețelele sociale pe care s-ar baza. În cele mai rele cazuri, sărăcia poate obliga femeile să se prostitueze, fiind astfel supuse stigmatizării sociale și bolilor cu transmitere sexuală. 